# Augusto Frota
Augusto Frota (* 4. Mai 1978) ist ein in der Schweiz lebender Brasilianer und professioneller Mixed Martial Arts Kämpfer. 

## Kampfbilanzen
Er ist Besitzer und Trainer des Frota-Team, einem der ältesten Schweizer Mixed Martial Arts Clubs. Augusto Frota kämpft momentan im Leichtgewicht (-66 kg) und ist ein Veteran von Shooto Japan und Cage Wars. Er wurde zwischen 2003 und 2007 als eines der besten Leichtgewichte im professionellen europäischen MMA gehandelt. Augusto Frota ist Schwarzgurtträger im Brasilianischen Jiu-Jitsu (BJJ) und erhielt den schwarzen Gurt von seinem Lehrer Antonio Rodrigo Nogueira.
Seine professionelle MMA Kampfbilanz beträgt zehn Siege bei drei Niederlagen. Alle seine Siege waren vorzeitig (ein Technischer KO  sowie acht Submissions). Namhafte Gegner von Augusto Frota waren der ehemalige Shooto-Weltmeister Rumina Sato, WEC (World Extreme Cagefighting) und Shooto Japan Veteran Kenji Osawa, Paul McVeigh und Marc Duncan. Augusto Frota ist außerdem Präsident von Shooto Switzerland und ADCC Switzerland (Grappling). 2011 wurde Augusto Frota zum Vorsitzenden von ADCC Mitteleuropa gewählt. Er ist somit einer der drei Vorsitzenden Kommissions-Präsidenten, welche ADCC in Europa kontrollieren.

## Lebenslauf
Augusto Frota ist ursprünglich aus Fortaleza (Brasilien) und zog dann später nach Brasília, wo er mit dem Training im Brazilian Jiu Jitsu (BJJ) begann. Er war erst unter der Fittiche von Admilson Brittes, einem Schwarzgurt unter Royler Gracie. Augusto nahm zu dieser Zeit an diversen regionalen und nationalen Turnieren teil, aus denen er oft siegreich hervorging.
Bei seiner Rückkehr nach Fortaleza begann er mit Marcus Aurelio zu trainieren, einem der Gründungsmitglieder des mittlerweile weltbekannten American Top Team. Augusto bekam die Chance in Fort Lauderdale (Florida, USA) seinen Bachelor in International Business abzuschliessen. In Florida traf er dann den Mann, der seine Sportlerlaufbahn komplett ändern würde. Dieser Mann war Antonio Noguiera "Minotauro", ein Star und Weltmeister im Pride FC in Japan und außerdem bis vor kurzem Schwergewichtsweltmeister der UFC in den USA und besitzt legendären Status als Kampfsportler. Unter Noguiera verfeinerte Augusto seine Technik und trainierte hart. 
Als sich die Gelegenheit ergab, in der Schweiz für die UBS zu arbeiten, wechselte Augusto vom sonnigen Florida nach Zürich. Hier machte er seine eigene Brazilian Jiu Jitsu Schule auf, und wenige Zeit später erhielt er von Antonio Noguiera seinen schwarzen Gurt. Neben seiner Arbeit bestritt Augusto immer wieder internationale Wettkämpfe auf Profi-Niveau im Mixed Martial Arts. So konnte er bereits Erfolge in England, Holland, Japan und Schottland verbuchen. Mehrere Siege im bei Shooto [Holland], [Schottland], Switzerland oder Japan gehen auf sein Konto, in Glasgow und Belfast konnte er bei Cage Wars einen doppelten Sieg einfahren. Auch das Frota-Team ist erfolgreich, es gehen bereits mehr als 500 Goldmedaillen im Brazilian Jiu-Jitsu auf das Team, im MMA haben sie ein Total von über 40 Siegen.

## MMA-Statistik

### Liste der Amateur-Kämpfe
| Ergebnis | Amateur-Rekord | Gegner        | Datum              | Veranstaltung              | Methode          | Runde | Zeit |
| -------- | -------------- | ------------- | ------------------ | -------------------------- | ---------------- | ----- | ---- |
| Sieg     | 1–0            | Soner Kavakli | 29. September 2002 | Shooto Holland - On Tour   | Aufgabe (Armbar) | 1     | 1:32 |
| Sieg     | 2–0            | Minh Ho       | 7. Dezember 2002   | Shooto Holland - On Tour 2 | Aufgabe          | 1     | 1:14 |

### Liste der Profi-Kämpfe
| Ergebnis   | Profi-Rekord | Gegner                  | Datum              | Veranstaltung                          | Methode                      | Runde | Zeit |
| ---------- | ------------ | ----------------------- | ------------------ | -------------------------------------- | ---------------------------- | ----- | ---- |
| Sieg       | 1–0          | Eric Waardenburg        | 12. April 2003     | Shooto Holland - Holland vs. The World | TKO (Schläge)                | 3     | 1:52 |
| Niederlage | 1–1          | Kenji Osawa             | 3. November 2003   | Shooto - Wanna Shooto 2003             | Aufgabe (Arm-Triangle Choke) | 2     | 4:24 |
| Sieg       | 2-1          | Sergio Platzer          | 26. Februar 2004   | Shooto - Switzerland 1                 | Aufgabe (Rear-Naked Choke)   | 1     | 2:03 |
| Sieg       | 3-1          | David Gaona             | 12. September 2004 | UC 11 - Wrath of the Beast             | Aufgabe (Rear-Naked Choke)   | 1     | 0:47 |
| Sieg       | 4-1          | Ruan Santos             | 10. Oktober 2004   | FCZ - Rookie Night                     | Aufgabe (Triangle Choke)     | 1     | 0:00 |
| Sieg       | 5-1          | Paul McVeigh            | 6. August 2005     | CS - Caledonia Spirit                  | Aufgabe (Guillotine Choke)   | 2     | 1:39 |
| Niederlage | 5-2          | Danny Batten            | 26. November 2005  | CWFC - Strike Force 4                  | TKO (Aufgabe des Teams)      | 3     | 5:00 |
| Sieg       | 6-2          | Marc Duncan             | 2. April 2006      | Shooto Holland - Playing with Fire     | Aufgabe (Guillotine Choke)   | 1     | 2:03 |
| Niederlage | 6-3          | Rumina „Moon Wolf“ Sato | 16. März 2007      | Shooto - Back to our Roots 2           | TKO (Cut)                    | 1     | 1:21 |
| Sieg       | 7-3          | Chris „Menace“ Stringer | 12. Mai 2007       | SLV - Thaibox Gala Night               | Aufgabe (Rear-Naked Choke)   | 2     | 2:38 |
| Sieg       | 8-3          | Peter „Slam“ Duncan     | 4. August 2007     | CW 7 - Scotland the Brave              | Aufgabe (Guillotine Choke)   | 2     | 2:52 |
| Sieg       | 9-3          | CJ Wheatly              | 20. Oktober 2007   | CW 8 - Celtic Rage                     | Aufgabe (Rear-Naked Choke)   | 1     | 1:00 |